# Нийл Фрейзър
Нийл Андрю Фрейзър (на английски: Neale Andrew Fraser) е австралийски тенисист. 

## Биография
Нийл Фрейзър е роден на 3 октомври 1933 г. в Мелбърн, Виктория, Австралия. Той е син на адвоката и политик Арчибалд Фрейзър.
Фрейзър почива на 2 декември 2024 г. на 91-годишна възраст.

## Кариера
Нийл Фрейзър е последният тенисист, спечелил тройната корона (т.е. спечелил е титли на сингъл, на двойки и на смесени двойки на турнир от Големия шлем) през 1959 и 1960 г. на Националния шампионат на САЩ (сега известен като Открито първенство на САЩ). Той печели шампионата на Уимбълдън през 1960 г. Класиран е за тенисист аматьор номер 1 в света през 1959 г. и 1960 г. от Ланс Тингей и Нед Потър.
Нийл Фрейзър е един от 20-те мъже, печелили и четирите турнира от Големия шлем на двойки, а през 1984 г. той е избран в Международната зала на славата на тениса.
Нийл Фрейзър е неиграещ капитан на австралийския отбор за Купа Дейвис за рекордните 24 години.

## Кариерна статистика

#### Титли на сингъл отГолям шлем(3)
| година | турнир    | съперник     | резултат                   |
| ------ | --------- | ------------ | -------------------------- |
| 1959   | ОП САЩ    | Алекс Олмедо | 6 – 3, 5 – 7, 6 – 2, 6 – 4 |
| 1960   | Уимбълдън | Род Лейвър   | 6 – 4, 3 – 6, 9 – 7, 7 – 5 |
| 1960   | ОП САЩ    | Род Лейвър   | 6 – 4, 6 – 4, 10 – 8       |

#### Финали на сингъл отГолям шлем(4)
| година | турнир       | съперник     | резултат                          |
| ------ | ------------ | ------------ | --------------------------------- |
| 1957   | ОП Австралия | Ашли Купър   | 3 – 6, 11 – 9, 4 – 6, 2 – 6       |
| 1958   | Уимбълдън    | Ашли Купър   | 6 – 3, 3 – 6, 4 – 6, 11 – 13      |
| 1959   | ОП Австралия | Алекс Олмедо | 1 – 6, 2 – 6, 6 – 3, 3 – 6        |
| 1960   | ОП Австралия | Род Лейвър   | 7 – 5, 6 – 3, 3 – 6, 6 – 8, 6 – 8 |